# Список топоформантов в нахских языках
Нахские топонимообразующие слова — список слов употребляемых в нахских языках — бацбийском, ингушском, чеченском языках, которые использовались/используются для образования различных топонимов и микротопонимов (гидронимов, ойконимов, оронимов и др.) на территориях исторического и современного расселения нахских народов — бацбийцев и вайнахов (чеченцев и ингушей). Сегодня эти топонимы встречаются на территории Российской Федерации (в Ингушской и Чеченской республиках, на западе Дагестана), а также в некоторых горных районах Грузии.

## Оронимы (выступающий рельеф)
На территории расселения нахских народов преобладает горный рельеф, поэтому в их языках имеется немало терминов, отражающих его особенности. Основными нахскими словами, широко используемые в образовании названий крупных форм рельефа, являются дукъ — «хребет», лам — «гора» и корт — «вершина».
| Нахское слово               | Нахское слово                     | Перевод (топонимическое значение)                                              | Этнопроисхождение термина       | Сопоставления в других языках | Примеры топонимов образованных с этим словом |
| транслитерация в русск. яз. | оригинал                          | Перевод (топонимическое значение)                                              | Этнопроисхождение термина       | Сопоставления в других языках | Примеры топонимов образованных с этим словом |
| --------------------------- | --------------------------------- | ------------------------------------------------------------------------------ | ------------------------------- | ----------------------------- | -------------------------------------------- |
| Ага/аг                      | бац. akIван ингуш. ага чечен. а̄га | «небольшая естественная терраса на крутом горном склоне», «впадина», «ложбина» | общенахское                     | гинух. akIвани груз. akIвани  | Жий бий аг                                   |
| Арц/арс                     | диал. арс ингуш. оарц чеч. арц    | «лесистая гора/предгорье», «невысокая и пологая лесистая вершина/хребет»       | вайнахское население Черных гор |                               |                                              |
| Барц                        |                                   | «курган»                                                                       |                                 |                               |                                              |
| Бас/басе/бос                |                                   | «склон»                                                                        |                                 |                               | Бартабос                                     |
| Бешлам                      | ингуш. Бешлоам                    | букв. «тающая гора» (возм.) — гора покрытая вечным снегом                      |                                 |                               |                                              |
| Берд                        |                                   | «обрыв», «крутая неприступная скала»                                           |                                 |                               |                                              |
| Гу                          |                                   | «холм»                                                                         |                                 |                               |                                              |
| Дук                         | чеч. — дукъ инг. — дукъ           | «хребет»                                                                       |                                 |                               |                                              |
| Корт                        | чеч. — корт инг. — корт           | «вершина»                                                                      |                                 |                               |                                              |
| Лам                         | чеч. — лам инг. — лоам            | «гора»                                                                         |                                 |                               |                                              |
| Раг (мн. ч. — рагнаш)       |                                   | «кряж», «невысокий хребет»                                                     |                                 |                               |                                              |
| Тарх/терх                   |                                   | «скала»                                                                        |                                 |                               |                                              |
| Хавхье                      |                                   | «северный», «теневой склон»                                                    |                                 |                               |                                              |
| Шу                          |                                   | «высота», «береговая возвышенность»                                            |                                 |                               |                                              |

## Оронимы (вогнутый рельеф)
| Нахское слово               | Нахское слово         | Перевод (топонимическое значение)                          | Этнопроисхождение термина | Сопоставления в других языках                               | Примеры топонимов образованных с этим словом                                                                 |
| транслитерация в русск. яз. | оригинал              | Перевод (топонимическое значение)                          | Этнопроисхождение термина | Сопоставления в других языках                               | Примеры топонимов образованных с этим словом                                                                 |
| --------------------------- | --------------------- | ---------------------------------------------------------- | ------------------------- | ----------------------------------------------------------- | --- |
| А̄рие (от ара/аре/ар)        | ингуш. арие чеч. а̄рие | «открытое пространство», «поле», «ровное место», «равнина» | вайнахское                | лак. ар — «равнина» лезг. ара и мегр. ar-e — «пространство» | Зандак-ара, Эсер-аре, Пан-ар и Дакш-ар, Яхач-ар, Хуч-аре, Тич-ар                                             |
| Атах                        |                       | «ровное безлесное место в долине реки»                     |                           |                                                             | |
| Беру/бер/бёр/бяр            |                       | «небольшое ущелье», «балка»                                |                           |                                                             | |
| Гӏайре                      |                       | «остров»                                                   |                           |                                                             | |
| ирзе/ирзо                   | чеч. ирзе /ирзо       | «поляна», «лесная поляна»                                  |                           |                                                             | Абдурашидан ирзе, Адесан ирзе, Бийсолтин ирзе, Даудан ирзе, Идрисан ирзе, Канин ирзе, Лабзин ирзе, Элин ирзе |
| Ког/кӏог/каг                |                       | «котловина», «впадина», «яма»                              |                           |                                                             | |
| Кӏажа                       |                       | букв. «пятачок»                                            |                           |                                                             | |
| Ор                          |                       | «выкопанный ров», «подкоп», «пещера»                       |                           |                                                             | |
| Ошун                        |                       | «осыпь»                                                    |                           |                                                             | |
| Токум                       |                       | «оползень»                                                 |                           |                                                             | |
| Хех                         |                       | «пещера»                                                   |                           |                                                             | |
| Іин                         |                       | «овраг», «балка»                                           |                           |                                                             | |

## Гидронимы
Одним из древних нахских названий «воды»/«реки» является слово, транслитерируемое на русский язык как хи или хий. Оно часто служит составной частью во многих гидронимах на территории исторического проживания нахских народов (напр. Гехи, Гулойхи, Мешехи и др.). В наши дни слово хи/хий может использоваться в имени рек как через тире, так и слитно; последний вариант постепенно становиться более употребимым. Также возможны варианты, когда в русскоязычном имени реки опускается нахское хи/хий, но в нахских языках в этом же гидрониме оно по-прежнему используется (напр. русское название реки — Асса, чеченское — Iaьса-хи, ингушское — Эса-хий). А. А. Головлёв называет этот древний гидроним среди наиболее употребительных в Ингушетии и Чечне.
Отдельно у нахов имеет название горная река. Российский статистик, этнограф и ботаник XIX века Н. К. Зейдлиц указывал, что обыкновенным среди нахов названием горной речки является слово ахк (у Н. К. Зейдлица дореформ. орф. — ахкъ). Это слово используется как в местных гидронимах (напр. Аржи-Ахк, Шель-Ахки, Келой-Ахк и др.), так и в местных ойконимах (напр. Цечу-Ахк). Ряд исследователей (А. Д. Вагапов, А. А. Головлёв) предполагают, что слово ахк происходит от общенахского ахка — «копать», «рыть». Также ахк, помимо «горной реки», выступает и в значении «пропасть»/«ущелье». В горах по дну ущелья почти всегда проходит какой-либо водный поток (иногда сезонный), возможно, именно поэтому в слове ахк и возникает некоторая синонимичность понятий «реки» и «ущелья». В работе С. К. Айналова и А. А. Головлёва 2001 года предложено смысловое значение слова ахк как «течь, размывая, прокладывая себе путь, образуя русло».
Ещё один термин в значении «вода»/«река»/«горная река», участвовавший в образовании названий некоторых нахских гидронимов, подробно описал чеченский языковед, к.фил.н. А. Д. Вагапов. Термин он транслитерирует как арк, иерк, иэрк и рассматривает его как диалектную форму от слова ахк. Ещё в XIX веке Н. К. Зейдлиц совершил небольшое «языковое» открытие, первым подметив этот термин (у Н. К. Зейдлица — арка́) у хилдехаройцев. Эта особенность наименования горной реки у верхнеаргунских чеченцев (вероятно, в итум-калинском диалекте чеченского языка) сохраняется и поныне.
| Нахский термин               | Нахский термин                | Перевод (топонимическое значение)                         | Этнопроисхождение термина                                  | Сопоставления в других языках                                                        | Примеры топонимов образованных с этим термином |
| транслитерация на русск. яз. | оригинал                      | Перевод (топонимическое значение)                         | Этнопроисхождение термина                                  | Сопоставления в других языках                                                        | Примеры топонимов образованных с этим термином |
| ---------------------------- | ----------------------------- | --------------------------------------------------------- | ---------------------------------------------------------- | ------------------------------------------------------------------------------------ | ---------------------------------------------- |
| ам                           | ингуш. Iам чеч. Iам           | «озеро»                                                   |                                                            |                                                                                      |                                                |
| али/эли                      | ингуш. аьли чеч. а̄ли          | «вода», «исток», «река», «речка», «ручей»                 | орстхойское, устар. вайнахское                             | *al- / *el- — вероятно, древне-европейская гидронимическая основа                    | Сала-али, Гойбирт-эли                          |
| ахк (диал.: арк/иерк/иэрк)   | бац. хкӏе ингуш. ахк чеч. ȃхк | «вода», «горная река/речка», «река», «пропасть», «ущелье» | общенахское                                                | хетт. арк — «разделять землю каналом»; арм. арк, груз. архи, тадж. арк/арх — «канал» | Арджи/Аржи-Ахк, Ахко-Уини-Цы                   |
| гечов                        | ингуш. гиечу чеч. гиечуо      | «брод», «переход», «переправа»                            | вайнахское                                                 | кум. гечив, карач.-балк. кёчюу — «брод»                                              | Вир яьккхина гечов                             |
| мужь/мюжь                    | чеч. муьж                     | «нарзанный (углекисло-известковый) источник»              |                                                            |                                                                                      | Басхой-мужь                                    |
| хаст                         | ингуш. хьаст чеч. хьоста      | «пресноводный источник», «источник», «родник»             |                                                            |                                                                                      | Ховр-Хаст                                      |
| хи                           |                               | «вода», «река»                                            | общеупотребительный нахский термин                         |                                                                                      |                                                |
| шовда                        |                               | «пресноводный источник», «родник»                         |                                                            |                                                                                      | Кхийра шовда                                   |
| щека хи                      |                               | «сероводородный источник»                                 |                                                            |                                                                                      |                                                |
| эрк (арк/арка́ /иерк/иэрк)    |                               | «вода», «горная речка», «река»                            | вайнахи верхнеаргунского бассейна (арка — у хилдехаройцев) |                                                                                      | Зумсой-эрк, Перой-арка                         |

## Фитотопонимы
Часть топонимов на территории расселения нахских народов имеют происхождение от названий различных растений, используемых в языках этого этноса. Ботанические термины издревле достаточно широко применяются при образовании топонимов у разных народов, и нахские не исключение. Особенно много таких терминов используется в нахской микротопонимии. В чеченском языке фитотопонимы охватывают народные названия растений как на плоскостном диалекте (положен в основу чеченского литературного языка), так и на горных диалектах и говорах.
Таблица названий растений в нахских языках, положенных в основу некоторых топонимов:
| Нахское название растения    | Нахское название растения     | Перевод                                                             | Этнопроисхождение термина | Сопоставления в других языках | Примеры топонимов образованных с этим термином |
| транслитерация на русск. яз. | оригинал                      | Перевод                                                             | Этнопроисхождение термина | Сопоставления в других языках | Примеры топонимов образованных с этим термином |
| ---------------------------- | ----------------------------- | ------------------------------------------------------------------- | ------------------------- | ----------------------------- | ---------------------------------------------- |
|                              | чеч. баьӏар хьун              | лещина обыкновенная (букв. «орех лесной»), лат. Corylus avellana L. |                           |                               | Баьӏардигийн чоь                               |
| боъ/беш                      |                               | дикий чеснок (черемша) лат. Allium ursinum L.                       |                           |                               | Беш болчу                                      |
| баоста, хата, шовхалди       | чеч. бӏоста, хьатӏа, шовхалди | борщевик, лат. Heracleum L.                                         |                           |                               | Бӏоста ирзе                                    |
| наж дечиг                    |                               | дуб, лат. Quercus                                                   |                           |                               | Нежнийн корта                                  |
| хьех дечиг                   |                               | липа, лат. Tilia                                                    |                           |                               | Хьехий лам                                     |
|                              |                               |                                                                     |                           |                               |                                                |
|                              |                               |                                                                     |                           |                               |                                                |
|                              |                               |                                                                     |                           |                               |                                                |

## Антропотопонимы
| Нахское или заимствованное имя | Нахское или заимствованное имя | Перевод | Этнопроисхождение имени | Сопоставления в других языках | Примеры топонимов образованных с этим именем                                                           |
| транслитерация в русск. яз.    | оригинал                       | Перевод | Этнопроисхождение имени | Сопоставления в других языках | Примеры топонимов образованных с этим именем                                                           |
| ------------------------------ | ------------------------------ | ------- | ----------------------- | ----------------------------- | --- |
| Абдурашид                      | чеч. Iбдурашид                 |         | арабское                |                               | Абдурашидан ирзе                                                                                       |
| Адес                           | чеч. Адес                      |         | нахское                 |                               | Адесан ирзе                                                                                            |
| Бийсолта /Бийсолтан            | чеч. Бийсолта /Бийсолтан       |         | нахское                 |                               | Бийсолтан мохк, Бийсолтанан ирзо, Бийсолтанан хайра ляттина меттинг, Бийсолтаны таласы, Бийсолтин ирзе |
| Дауд                           | чеч. Дауд                      |         | арабское                | ивр. Давид‎                    | Даудан ирзе                                                                                            |
| Идрис                          | чеч. Идрис                     |         | арабское                |                               | Идрисан ирзе                                                                                           |
| Кана                           | чеч. Кана                      |         | нахское                 |                               | Канин ирзе                                                                                             |
| Лабза                          | чеч. Лабза                     |         | нахское                 |                               | Лабзин ирзе                                                                                            |
| Эли                            | чеч. Эли                       |         | нахское                 |                               | Элин ирзе                                                                                              |

## Другое
| Нахское слово                            | Нахское слово | Перевод (топонимическое значение) | Этнопроисхождение термина | Сопоставления в других языках | Примеры топонимов образованных с этим словом |
| транслитерация в русск. яз.              | оригинал      | Перевод (топонимическое значение) | Этнопроисхождение термина | Сопоставления в других языках | Примеры топонимов образованных с этим словом |
| ---------------------------------------- | ------------- | --------------------------------- | ------------------------- | ----------------------------- | -------------------------------------------- |
| Дакъа                                    |               | «земельный надел», «участок»      |                           |                               |                                              |
| Кер/киер                                 |               | «известняковый камень»            |                           |                               |                                              |
| Кха                                      |               | «пашня»                           |                           |                               |                                              |
| Кешниш                                   |               | «кладбище»                        |                           |                               |                                              |
| Мохк (у верхнеаргунских вайнахов — мерк) |               | «земля», «страна», «родина»       |                           |                               |                                              |